# Tamula régészeti lelőhely
A Tamula régészeti lelőhely egy kőkorszaki településből, valamint a körülötte található temetkezési helyből áll. A lelőhely Võru várostól északnyugatra található, Roosisaare település mellett, a Tamula-tó partján. A területet már a középső kőkorszak óta lakták emberek. Mivel a későbbi idők során a vízszint megemelkedett ezen a vidéken, ezért a maradványokat tőzeg borította be, aminek köszönhetően viszonylag sértetlenül maradtak fenn a leletek, köztük  emberi csontok, agancsok és még korabeli faanyagok is. 

## Története
Ida Kepnik 1938-ban véletlenül bukkant a régészeti lelőhelyre. Mivel a gyűrűjét a tóban elvesztette, ezért keresni kezdte, ekkor bukkant rá a maradványokra. A Tamula I. rétegből 25 sírhely került elő. A tőzeggel való borítás miatt az előkerült leletek állapota meglehetősen jónak nevezhető. 
Az első hivatalos régészeti ásatást a területen 1942–1943 között végezték el. Már az ásatás első évében három emberi maradványra bukkantak mintegy 48-56 centiméterrel a földfelszín alatt. Az 1946-ban, Harri Moora által felügyelt ásatás során további négy sír került elő. 
További ásatások a következő években folytak a helyszínen: 1955-1956, 1961 és 1968. Ezen feltárásokat Lembit Jaanits vezette. Ezen kutatás során további 14 ember maradványai kerültek napvilágra a régészeti kor rétegének alsó és középső részeiből. Jaanits legutoljára 1988-1989 között végezte e terület eddigi utolsó feltárását. Ekkor kerültek elő azon három koponya és négy sír maradványai, melyeket 1961-ben temettek vissza a régészek. A régészek úgy vélik, hogy e terület a fésűs kerámia kultúrájának egyik lelőhelye, továbbá a zsinegdíszes kerámia kultúrája is hatással volt rá. Az első három emberi maradványt még lakóházak alá temették.